# Джейсон Скотланд
Джейсон Скотланд (англ. Jason Scotland, нар. 18 лютого 1979, Морвант, Тринідад) — тринідадський футболіст, нападник шотландського клубу «Стенгаузмюїр».
Виступав за тринідадські, шотландські та англійські клуби, проте здебільшого у нижчих дивізіонах. У складі національної збірної Тринідаду і Тобаго був учасником ЧС-2006.

## Клубна кар'єра
У дорослому футболі дебютував 1996 року виступами за команду клубу «Сан-Хуан Джаблоті», в якій провів три сезони.
Протягом 2000—2003 років захищав кольори команди іншого тринідадського клубу, «Дефенс Форс». У 2000 році був визнаний найкращим гравцем тринідадської Про-Ліги.
Своєю грою за останню команду привернув увагу представників скаутів шотландського клубу «Данді Юнайтед», до складу якого приєднався 2003 року. Відіграв за команду з Данді наступні два сезони своєї ігрової кар'єри. Більшість часу, проведеного у складі «Данді Юнайтед», був основним гравцем атакувальної ланки команди.
У липні 2005 року уклав контракт з клубом «Сент-Джонстон», у складі якого провів наступні два роки своєї кар'єри гравця. Граючи у складі «Сент-Джонстона», також здебільшого виходив на поле в основному складі команди. У складі «Сент-Джонстона» був одним з головних бомбардирів команди, маючи середню результативність на рівні 0,5 гола за гру першості.
З 2007 року два сезони захищав кольори «Свонсі Сіті» разом зі своїм співвітчизником Деннісом Лоуренсом. Тренерським штабом нового клубу також розглядався як гравець «основи». В новому клубі був серед найкращих голеодорів, відзначаючись забитим голом в середньому щонайменше у кожній другій грі чемпіонату і допоміг команді в сезоні 2007/08 виграти Перший дивізіон та вийти в Чемпіонашіп. Після закінчення сезону 2008/09 нападник потрапив в символічну збірну Чемпіоншипа.
Протягом сезону 2009/10 років захищав кольори «Віган Атлетіка» у Прем'єр-лізі. Проте у 32 матчах першості Скотланду вдалося відзначитися лише один раз.
До складу клубу «Іпсвіч Таун» приєднався 23 серпня 2010 року і за 2,5 роки встиг відіграти за команду з Іпсвіча 87 матчів у національному чемпіонаті. Після цього ще півтора року гравець провів у «Барнслі», що також виступав у Чемпіоншіпі.
22 січня 2014 року повернувся до Шотландії, ставши гравцем «Гамільтон Академікал», в якому провів півтора сезони, після чого влітку 2015 року покинув команду і тривалий час лишався без клубу.
У жовтні 2015 року на правах вільного агента підписав короткостроковий контракт з клубом «Стенгаузмюїр», що виступав у третьому за рівнем дивізіоні Шотландії. Відтоді встиг відіграти за команду з Стенгаузмюїра 14 матчів в національному чемпіонаті.

## Виступи за збірну
2000 року дебютував в офіційних матчах у складі національної збірної Тринідаду і Тобаго.
У складі збірної був учасником розіграшу Золотого кубка КОНКАКАФ 2005 року у США, чемпіонату світу 2006 року у Німеччині.
Наприкінці вересня 2011 року Скотланд оголосив про завершення виступів за збірну, щоб зосередитися на своїй клубній кар'єрі з «Іпсвіч Таун». Всього провів у формі головної команди країни 41 матч, забивши 8 голів.